# معهد بحوث الإلكترونيات (مصر)
معهد بحوث الإلكترونيات
(بالإنجليزية:  Electronics Research Institute - ERI)‏ هو معهد حكومي بحثي مصري يتبع وزارة البحث العلمي.
والرئيس الحالي لمعهد بحوث الإلكترونيات هي الأستاذة الدكتورة شيرين محمد عبد القادر محرم وفقا لقرار معالي رئيس الوزراء بتعيين سيادتها رئيسا لمعهد بحوث الالكترونيات لمدة أربع سنوات.

ويشارك المعهد في العديد من المبادرات التكنولوجية تحت رعاية الدكتورة شيرين عبدالقادر محرم رئيس معهد بحوث الإلكترونيات ورئيس مجلس إدارة مدينة العلوم والتكنولوجيا لأبحاث وصناعة الإلكترونيات، وشارك المعهد في مبادرة بوابتك للمستثمرين وهذه المُبادر ة تأتي في إطار آليات دعم معهد بحوث الإلكترونيات والمدينة العلمية التابعة له؛ لريادة الأعمال، وإيمانًا بأهمية وجود تواصل بين رواد الأعمال والشركات الناشئة وكبار المستثمرين ورجال الأعمال.

وقد فاز معهد بحوث الإلكترونيات بالعديد من الجوائز ومنها جائزة ملتقى الابتكار وأكد الدكتور أيمن عاشور وزير التعليم العالي إلى الدور الهام الذي يلعبه معهد بحوث الإلكترونيات في دعم مسار الابتكار وتطوير التكنولوجيا في مصر، وذلك من خلال تقديم الدعم لشباب الباحثين والمُبتكرين ورواد الأعمال والشركات الناشئة، وتطوير التكنولوجيا، والمشاركة في التحالفات الإقليمية.

## القرارات المنظمة
- قرار رئيس الجمهورية رقم 38 لسنة 1989 في شأن انشاء معهد بحوث الإلكترونيات.[6]
- قرار رئيس الجمهورية رقم 378 لسنة 1998: بشأن إعادة تنظيم المجلس الأعلى لمراكز ومعاهد البحوث بقطاع البحث العلمي وتعديل اسمه إلى مجلس المراكز والمعاهد والهيئات البحثية التابعة لوزير الدولة لشئون البحث العلمي.[7]
- قرار رئيس الجمهورية رقم 408 لسنة 2021 باللائحة التنفيذية لمعهد بحوث الإلكترونيات.[8]

## التاريخ
أنشئ المعهد بموجب القرار الجمهوري 38 عام 1989 وكانت مهمته الاساسية إجراء الدراسات التي تتضمن البحوث الأساسية والتطبيقية بأحدث التكنولوجيات في مجال الإلكترونيات والمعلوماتية وتطوير وتنمية الطاقات الخلاقة في مجال الإلكترونيات والمعلوماتية وتكوين مجموعة استشارية (بيت خبرة)، بالإضافة إلى دعم الاقتصاد وزيادة إمكانيات التنافس صناعياً واستراتيجياً من خلال زيادة القيمة المضافة من حيث الجودة والإنتاجية.
و يهدف المعهد من خلال رؤيته بأن يكون بيت خبرة متميز في إجراء البحوث في مجالات هندسة الإلكترونيات والاتصالات والحاسبات والمعلوماتية، وإجراء الأبحاث العلمية والتطبيقية المتخصصة التي ترقى للمنافسة العالمية، وأن يكون المعهد مركز استشارات عالمى لخدمة مؤسسات الوطن بشكل عام وقطاعات الإنتاج والصناعة بشكل خاص.

## الخدمات
و من أهم ما يقدمه المعهد من خدمات قومية وبحثية ومجتمعية ما يلي:

### المشروعات البحثية ذات المردود القومي
- الاكتشاف السريع للفيروسات المعوية
- التنقيب عن المياه الجوفية باستخدام الرادار الاختراقي للأرض
- نظام لتأمين المتاحف باستخدام الموجات الدقيقة
- هوائيات مسطحه جديدة لاحدث تطبيقات الاتصالات السلكية واللاسلكية
- مركز تميز علمى في مجال الحوسبة السحابية
- حساب تأثير إشعاع اتصالات المحمول على جسم الإنسان
- تم تنفيذ مشروع نظام تعريف المنتج عن طريق البصمة الرادارية RFID وذلك لتحسين كفاءة العملية التجارية
- ميكنة المنظومة الزراعية لتحسين الإنتاج الزراعى
- هوائى التتبع والقياس من البعد وأوامرالتحكم للاقمار بالتنسيق مع الهيئة العامة للاستشعار عن بعد وبرنامج الفضاء المصري
- هوائي لارسال بيانات الصورلتطبيقات الاقمار الصناعية
- المشاركة في إنشاء وإدارة المحطة الأرضية للأقمار الصناعية بالقاهرة الجديدة.

### الخدمات المقدمة للمجتمع
- خدمات قياسات لشركات أو أفراد: إجراء قياسات لتحديد مستويات الإشعاع الصادرة عن أبراج التقوية ومحطات اتصالات المحمول.
- خدمات علمية واستشارات: تحكيم المشروعات البحثية ومقترحاتها – تحكيم أبحاث علمية في دوريات ومؤتمرات (عالمية ومحلية) – تحكيم والاشراف على الرسائل العلمية – إجراء اختبارات وتقديم استشارات علمية لجهات مختلفة – الإشراف على إجراء البحوث في الهيئات والمشروعات القومية مثل برنامج الفضاء المصري – مركز البحوث الفنية للقوات المسلحة بما في ذلك وضع أسس تصميمات مثل مصر سات2 .

### خدمات بحثية
- توليد الطاقة من المصادر المتجددة (الرياح والطاقة الشمسية)
- استخدام التقنيات الحديثة لتحسين معامل القدرة في الشبكات الكهربية
- تصميم الدوائر الشريطية والميكروئية باستخدام أحدث حزم البرمجيات
- إعداد الدراسات التصميمية الخاصة بشبكات الجهد المنخفض والمتوسط بالأحياء والمدن والقرى السياحية.